# José Miguel de Barandiarán Ayerbe
José Miguel de Barandiarán y Ayerbe (Ataun, 31 dicembre 1889 – Ataun, 21 dicembre 1991) è stato un antropologo, etnologo e presbitero spagnolo di etnia basca, fra i massimi esperti nel campo della mitologia e dell'etnografia del popolo basco..

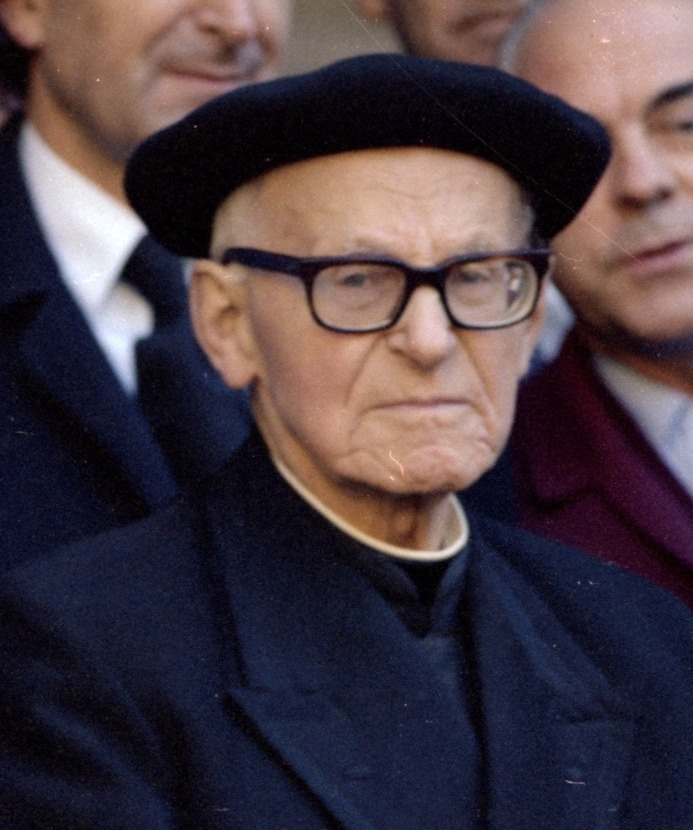
José Miguel de Barandiarán durante un omaggio nel chiostro dell'Università di Oñate nel 1979..

Fra il 1917 e il 1936 sviluppò un piano sistematico di scavi su tutto il territorio dell'antica Vasconia. All'inizio della Guerra civile spagnola, Barandiaran si rifugiò nel Paese Basco Francese, dove continuò il suo lavoro. Tornò in spagna nel 1953, continuando ad aumentare il suo prestigio.
Il suo interesse per l'etnografia e la preistoria lo portarono a elaborare numerose opere sull'antropologia e la mitologia tradizionali del Paese Basco.

## Biografia
Il più piccolo dei nove figli di Francisco Antonio Barandiarán e Antonia Ayerbe, nacque il 31 dicembre nel caserio (tipica casa basca rurale) Perune–Zarre, nella città di Atáun. 
Ispirato dagli insegnamenti profondamente spirituali della madre e da una vocazione religiosa, si indirizzò verso il sacerdozio, già dall'età di 14 anni, fino all'ingresso nel Seminario di Vitoria-Gasteiz, dove studiò Teologia e Magistero, venendo poi ordinato nel 1914 a Burgos, la stessa città in cui un anno dopo ottenne la laurea in Teologia all'Università Ecclesiastica.
a partire dal 1916 iniziò ad interessarsi alla preistoria, all'etnografia e all'archeologia dell'area basca. Già nell'estate di quell'anno, durante un'esplorazione del castello di San Gregorio scopre nei dintorni di Argarbi, nella sierra di Aralar, nove dolmen preistorici sconosciuti, scoperta che subito comunicò al prestigioso professor Telesforo Aranzadi dell'Università di Barcellona.
Nel 1917, Barandiarán, Aranzadi ed il geologo e cattedratico dell'Università di Oviedo Enrique Eguren, realizzarono la prima campagna di scavi presso i dolmen di Aralar (Gipozkoa). I tre costituiranno un affiatato gruppo di ricerca che diventerà leggendario nell'ambito delle ricerca sulla preistoria basca, un sodalizio che sarà rotto solo dallo scoppio della Guerra civile, nel 1936.
Memorabile il suo discorso inaugurale dell'anno accademico 1917-18 all'università di Vitoria, che lo rende famoso in Europa, mettendolo in contatto con l'esperto di preistoria Henri Breuil e col tedesco Hugo Obermaier.
Nel 1921 creò la Sociedad de Eusko Folklore, nonché la rivista Anuario de Eusko Folklore, oltre ad altre pubblicazioni sempre a tema antropologico, etnografico e mitologico.
Nel 1922, insieme ad Arazandi parte per un lungo giro dell'Europa, visitando diversi musei e stringendo numerosi rapporti con istituzioni.
Negli anni successivi tuttavia iniziarono le prime difficoltà a causa della politicizzazione dei suoi lavori, cosa che gli procurerà non pochi problemi anche all'interno delle gerarchie ecclesiastiche. Paradossalmente, non aiutò nemmeno un crescente clima anticlericale in quell'epoca. Questo non fermò né Barandiaran, né la nutrita schiera di suoi ammiratori che anzi continuarono a conferirgli titoli onorifici persino all'estero, come nel caso del Consiglio Permanente dei Congressi Internazionali di Antropologia ed etnologia di Londra.
Nel suo gruppo di ricerca entrerà anche il prestigioso (in futuro) antropologo Julio Caro Baroja, nipote di Pio.
Fra i tanti ritrovamenti e ricerche compiuti da questo gruppo vanno menzionati i dolmen della sierra di Aralar (1917), quelli nella sierra di Aitzgorri (1918), di Ateun-Burunda (1919), di Altzania (1920), della sierra di Encia, Belabieta (1924), nonché le grotte artificiali di Santimaniñe (1931), nonché molte altre in ogni angolo del Paese Basco
All'inizio della Guerra Civile, Barandiaran si autoesilia nel paese Basco Francese (Iparralde), nel quale continuò con le sue ricerche.
Si stabilì inizialmente a Saint-Jean-de-Luz (Donibane Lohizune), mantenendo anche i contatti con altri ecclesiastici esiliati. Si spostò poi a Biarritz fino al 1941 e infine nel paesino di Sara (insieme all'inseparabile nipote Pilar), dove restò per ben 12 anni.
Nel 1946 creò l'Institut Basque de Recherches, detto anche Ikuska, del quale cura anche pubblicazioni scientifiche.
Sono anche anni di febbrile partecipazione a convegni internazionali in ogni parte d'Europa (Parigi, Londra, Oxford, Bruxelles).
Nell'ottobre del 1953, José Miguel Barandiaran può finalmente tornare nel paese natale Ataun. A Salamanca, contemporaneamente, viene creata la cattedra di studi baschi dedicata a Larramendi, in un clima di timido rilassamento delle politiche più anti-basche del primo periodo del regime franchista. Il sacerdote accetta il posto di professore. Qui collaborerà con Antonio tovar.
Nello stesso anni ricomincia con gli scavi presso Urtiaga, nello stesso punto che aveva dovuto abbandonare 18 anni prima.
Nel 1956 inizia a scavare nell'importante giacimento di Lezetxiki (Mondragón) e nel 1960 nel sito di Aitzbitarte IV (Renteria). Questi siti archeologici divennero delle vere e proprie scuole su cui si formò un'intera generazioni di archeologi e studiosi sotto la direzione di Barandiaran.
In quell'anno riattivò anche la pubblicazione di Eusko Folklore.
Fra il 1965 e il 1977 resse la cattedra di Etnologia Basca presso l'Università della Navarra e nel febbraio del 1964 iniziò addirittura la sua attività come professore di Euskera (detto "Vascuense" in epoca franchista) nella stessa università.
Per tutti gli anni 80, seppur ormai molto anziano, continuò instancabilmente a dirigere ogni genere di progetto, attività e associazione volti allo studio del popolo basco e delle sue tradizioni, specie in un nuovo clima democratico e rispettoso delle autonomie locali seguito alla fine del regime.
Sul finire del 1989, ormai centenario, pubblicò Mitos del pueblo vasco e diresse persino delle ricerche nel villaggio navarro di Ezcurra.
Continuò la sua attività di divulgatore in maniera instancabile fino alla sua morte, avvenuta nella sua Ataun il 21 dicembre 1991, una decina di giorni prima di compiere 102 anni.

## Importanza del suo lavoro
Barandiaran è considerato il padre dell'etnografia basca e ancora oggi un punto di riferimento imprescindibile e irrinunciabile per chiunque si occupi di mitologia e tradizioni basche.
Barandiaran dovette più volte muoversi in un terreno difficile, schivando accuse di ogni tipo, fra chi cercava di strumentalizzare il suo lavoro in chiave politica e chi invece proprio in chiave politica gli si opponeva.
In generale fu uno studioso molto rigoroso e sebbene fosse nutrisse un grandissimo amore per la cultura basca fu sempre molto attento a mantenere il suo lavoro su un piano scientifico, evitando che passioni e strumentalizzazioni lo inquinassero.

## Opere
Barandiaran curò un totale di 211 fra libri, articoli, riviste scientifiche e saggi di ogni tipo.
- Paletnografía vasca (1921)
- Mitología vasca (1924)
- El hombre primitivo en el País Vasco (1934)
- Antropología de la población vasca (1947)
- Cultura vasca (1977)
- Historia general del País Vasco (1980)
- Brujería y brujas (1984)
- Mitos del pueblo vasco (1989)
- Mitología del pueblo vasco (1994)

## Riconoscimenti
Insignito della Gran Cruz dell'Ordine di Carlo III, accademico della Real Academia de la Lengua Vasca (Euskaltzaindia) e membro della Real Academia Española come rappresentante bascofono, insignito della Medaglia d'Oro di Navarra e di molte altre onorificenze.